# Vladan Đorđević
Vladan Đorđević (Beograd, 3. prosinca 1844. – Baden (kod Beča), 18. kolovoza 1930.) je bio srpski liječnik, književnik i političar, predsjednik ministarskog vijeća (vlade) i sanitetski pukovnik.
Vladan Đorđević je rođen 3. prosinca 1844. u Beogradu, kao dijete Đorđa Đorđevića i Marije Đorđević, djevojački Leko. Otac Đorđe je srpskog podrijetla, a majka Marija rođena je u poznatoj beogradskoj obitelji cincarskog podrijetla. Obitelj Leko, kao i druge cincarske obitelji, iselila se iz današnje Sjeverne Grčke u Austriju, tj. Vojvodinu, u Belu Crkvu, zbog turskih odmazda nad pravoslavnim stanovništvom. Iz Bele Crkve se obitelj Leko doselila u Beograd tridesetih godina 19. stoljeća. U duhu grko-cincarske kulture majčine obitelji, Vladan je kršten kao Hipokrat, da bi kasnije počeo koristiti "narodnije" ime Vladan, kao prijevod drugog dijela svog imena (kratija, gr. - vladavina).
Gimnaziju je završio u Beogradu, a kao učenik bio je od pokretača Ujedinjene omladine srpske, a postao je i njen tajnik. Medicinu je studirao u Beču i doktorirao 1869. godine. Specijalizirao kirurgiju u Beču 1869. – 1871. godine i bio prvi školovani kirurg u Srbiji.
Bio je vojni je liječnik i šef kirurškog odjela vojne bolnice od 1871. godine. Osniva "Srpsko lekarsko društvo" (1872.) i pokreće časopis "Srpski arhiv za celokupno lekarstvo" (1874.). Od 1873. je osobni liječnik kneza Milana. Jedan je od glavnih osnivača Crvenog križa u Srbiji (1876). U prvom srpsko-turskom ratu (1876.) je načelnik saniteta moravsko-timočke vojske, a u drugom (1877. – 1878.) je načelnik saniteta vrhovnog zapovjedništva. Načelnik je civilnog saniteta Srbije od 1879. godine, a 1881. se izborio njegovu široku reformu. I u srpsko-bugarskom ratu 1885. – 1886. je načelnik saniteta vrhovnog zapovjedništva.
Đorđević je bio predsjednik beogradske općine 1884. – 1888., a ministar prosvjete i gospodarstva 1888. godine u vladi Nikole Hristića. Zatom prelazi u diplomaciju kao poslanik Srbije u Ateni od 1891. i u Carigradu od 1894. godine, gdje je doprineo postavljanju srpskih vladika u Makedoniji.
Izabran je za dopisnog člana Srpske kraljevske akademije 23. siječnja 1888., a za redovnog 15. studenog 1892.
Predsjednik je vlade i ministar vanjskih poslova od 11. listopada 1897. do 12. srpnja 1900. godine. Njegova vlada radila je na stišavanju žestokih partijskih borbi, ekonomskom napretku Srbije i jačanju njene vojske. Podnio je ostavku poslije najave ženidbe kralja Aleksandara Dragom Mašin.
Proveo je i šest mjeseci u zatvoru 1906. godine, a zbog navodnog objavljivanja državnih tajni u knjizi "Kraj jedne dinastije". U tijeku Prvog svjetskog rata bio je u austrijskoj konfinaciji, radi rusofilstva od aneksijske krize iz 1908. godine.
Izdavao je važan časopis "Otadžbina" od 1875. do 1892. godine. Pisao je dosta povijesnih tema, kao i romane, pripovijetke i drame. Najvažniji radovi su: Istorija srpskog vojnog saniteta, I-IV (1879. – 86.), Kraj jedne dinastije, I-III (1905. – 1906.), Srpsko-turski rat, I-II (1907.), Albanesen und die Grossmachte (1913.), Car Dušan, I-III (povijesni roman, 1919. – 1920.), Crna Gora i Austrija 1814-1894 (1924.), Uspomene. 

## Vanjske poveznice
- Životopis na mrežnoj stranici Ministarstva vanjskih poslova Srbije  Arhivirana inačica izvorne stranice od 29. rujna 2007. (Wayback Machine)